# Theodoor Rombouts
Theodoor Rombouts (Antwerpen, 2 juli 1597 – aldaar, 14 september 1637) was een Vlaamse barokschilder die vooral bekend staat om zijn caravaggistische genrescènes met levendige dramatische bijeenkomsten en religieus getinte werken.  Hij wordt beschouwd als de belangrijkste en meest originele vertegenwoordiger van het Vlaamse caravaggisme. Deze Caravaggisti maakten deel uit van een internationale beweging van Europese kunstenaars die het werk van Caravaggio en de volgelingen van Caravaggio op een persoonlijke manier interpreteerden.

## Leven
Rombouts werd geboren in Antwerpen als zoon van Bartholomeus Rombouts, een welstellende kleermaker, en Barbara de Greve. Hij was een leerling van Frans (Franchois) van Lanckvelt in 1608 en studeerde later ook bij Abraham Janssens en mogelijk Nicolas Régnier in Antwerpen.

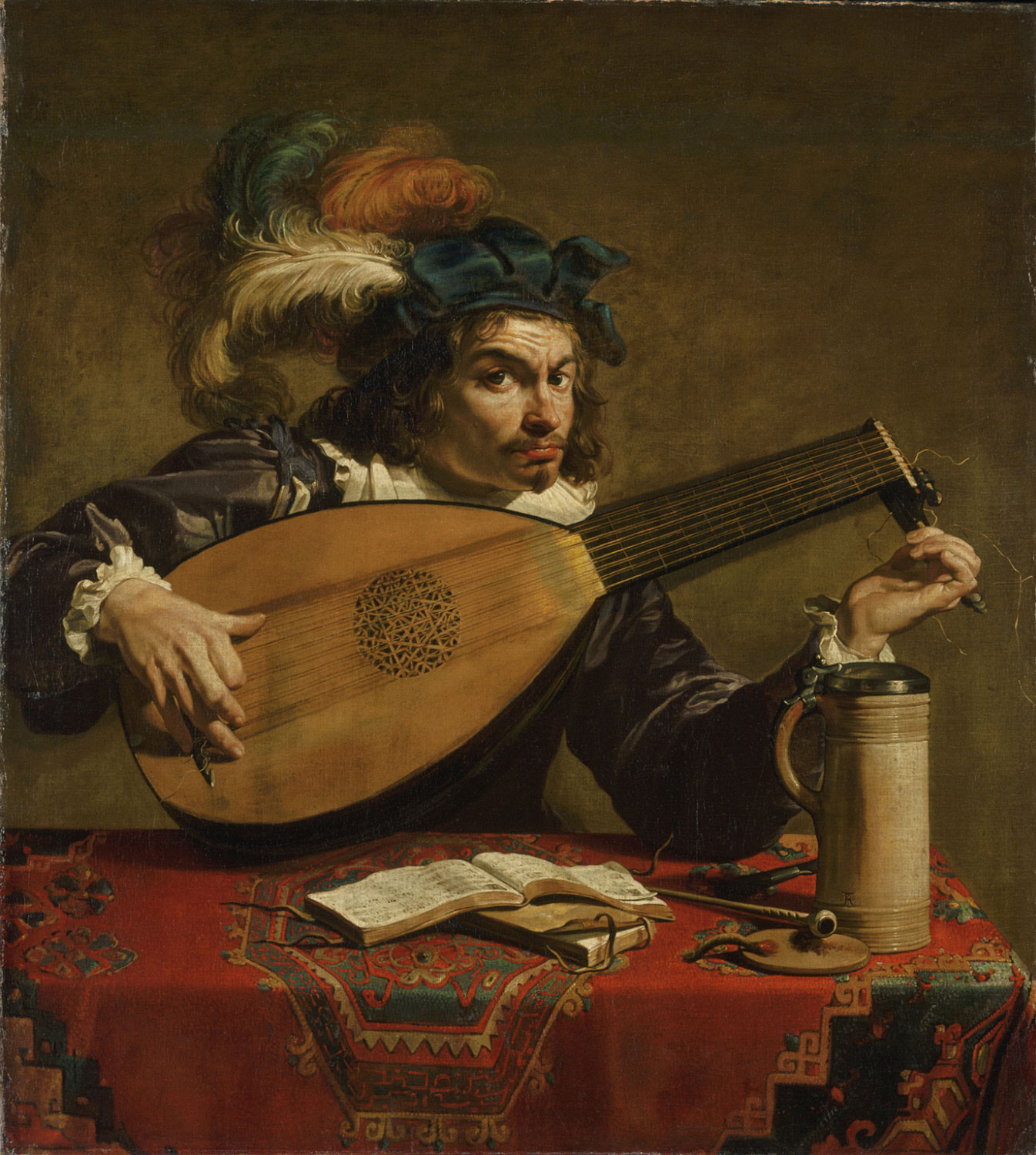
De luitspeler

In 1616 vertrok hij naar Italië waar hij in Rome verbleef.  Hier bestudeerde hij de werken van verschillende Barokmeesters die later een grote invloed op zijn werk zouden hebben, in het bijzonder Caravaggio and Bartolomeo Manfredi, een Italiaanse volgeling van Caravaggio. Hij woonde in de Romeinse parochie Sant'Andrea delle Fratte, samen met twee andere Vlaamse schilders, Francesco Tornelli (Tournier?) en Robert d'Orteil. Het is mogelijk dat hij tijdens een bezoek aan Florence Bartolomeo Manfredi ontmoette en werkte voor Cosimo II de' Medici. In 1622 reisde hij ook naar Pisa.
Bij zijn terugkeer naar Antwerpen in 1625 werd hij meester in het Sint-Lucasgilde. In 1627 trouwde hij met Anna van Thielen, die uit een adellijke familie kwam en de zus was van Jan Philip van Thielen. Omdat de familie van zijn vrouw niet uit Antwerpen maar uit de omgeving van Mechelen kwam, moest Rombouts voor het huwelijk dispensatie krijgen van het Antwerpse stadsbestuur om het huwelijk buiten Antwerpen te mogen consumeren om zijn Antwerpse burgerrechten niet te verliezen. Het jaar na het huwelijk kreeg het paar een dochter. De broer van zijn vrouw, Jan Philip van Thielen, werd zijn leerling in 1631, maar zou een stillevenschilder worden en niet een genre- en historieschilder zoals Rombouts.

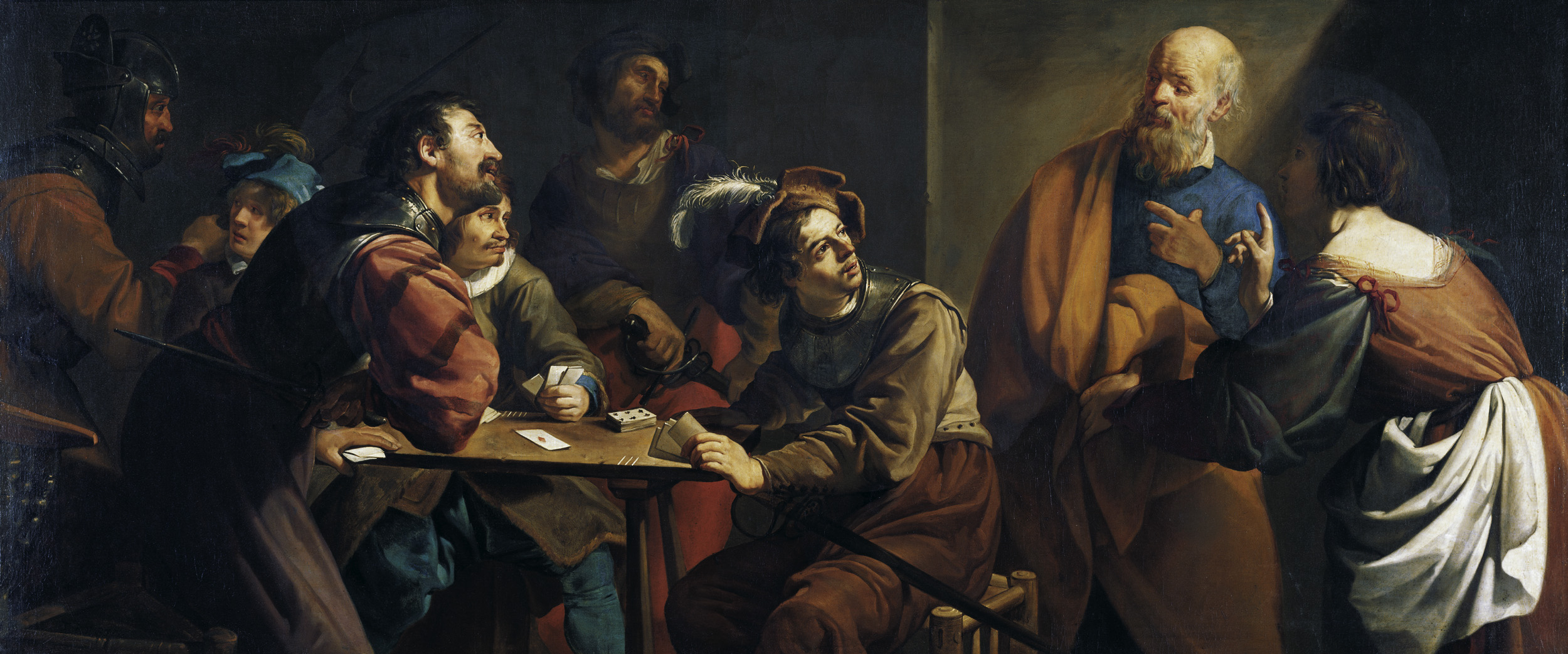
De ontkenning van Sint Pieter

In de periode 1628-1630 was Rombouts deken van de Gilde in Antwerpen. In 1635 werkte hij samen met andere kunstenaars aan de decoraties voor de Blijde Intrede van de landvoogd van de Zuidelijke Nederlanaden Ferdinand van Oostenrijk in Antwerpen, een project dat onder de algemene leiding stond van Rubens. Hij stierf in Antwerpen niet lang na de voltooiing van dit decoratieve project in zijn veertigste levensjaar.

## Werk
Rombouts' leerlingen waren Nicolaas van Eyck, Jan Philip van Thielen en Paulus Robyns.
Hij schilderde genrestukken en streng religieuze scènes met een sterk chiaroscuro effect op een Caravagesque manier. Beïnvloed door de barokkunstenaars in zijn omgeving ging hij steeds meer werken in de zachtere stijl die ook Rubens voerde.
Zijn genre werken tonen vrolijke gezelschappen, muzikanten, kaartspelers  en allegorieën van de vijf zintuigen. Hij werkte in opdracht en voor de vrije markt. Veel van zijn opdrachten kwamen van mecenassen uit de stad Gent.

## Galerij

Geselecteerde werken
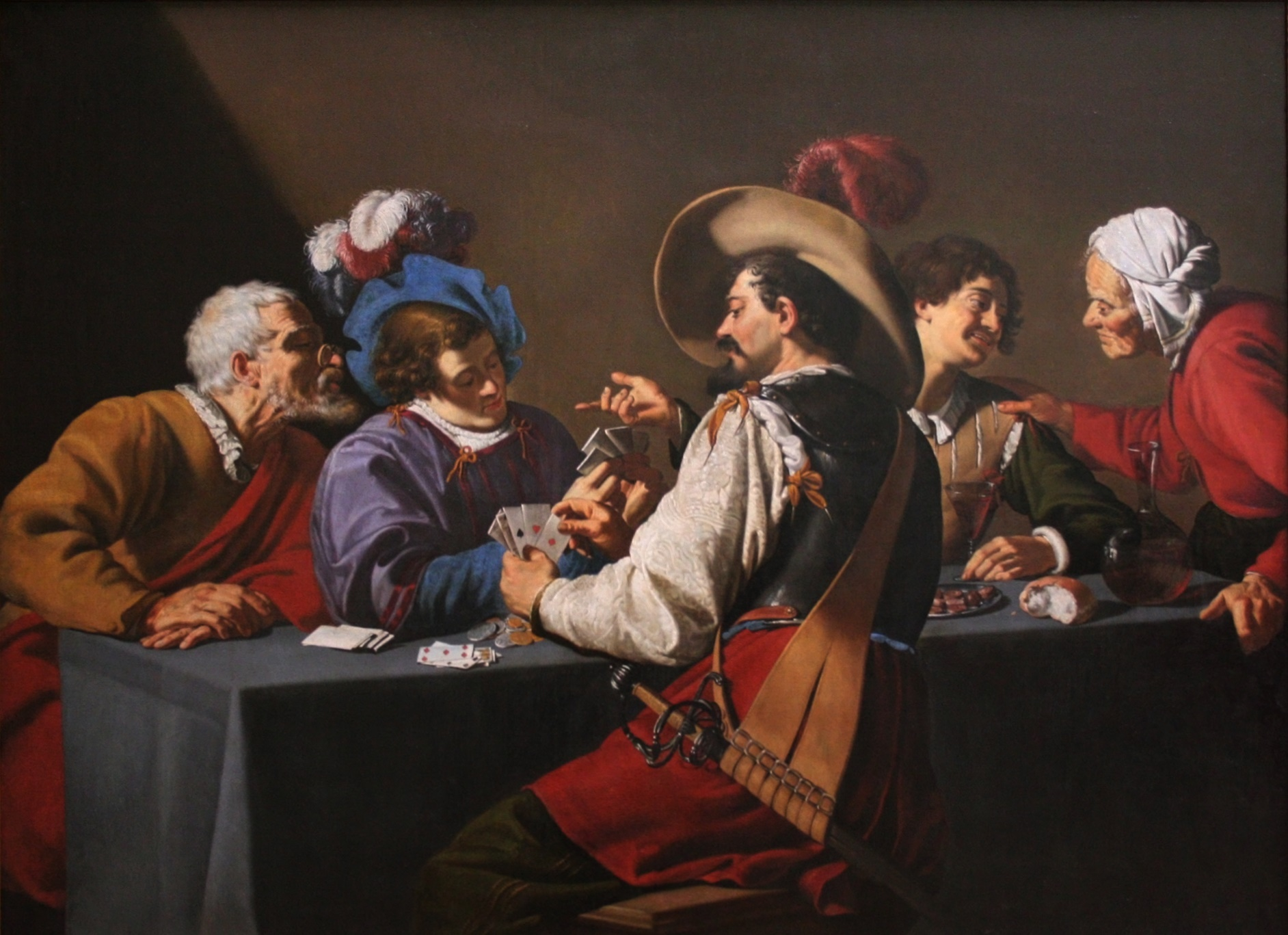
Kaartspelers
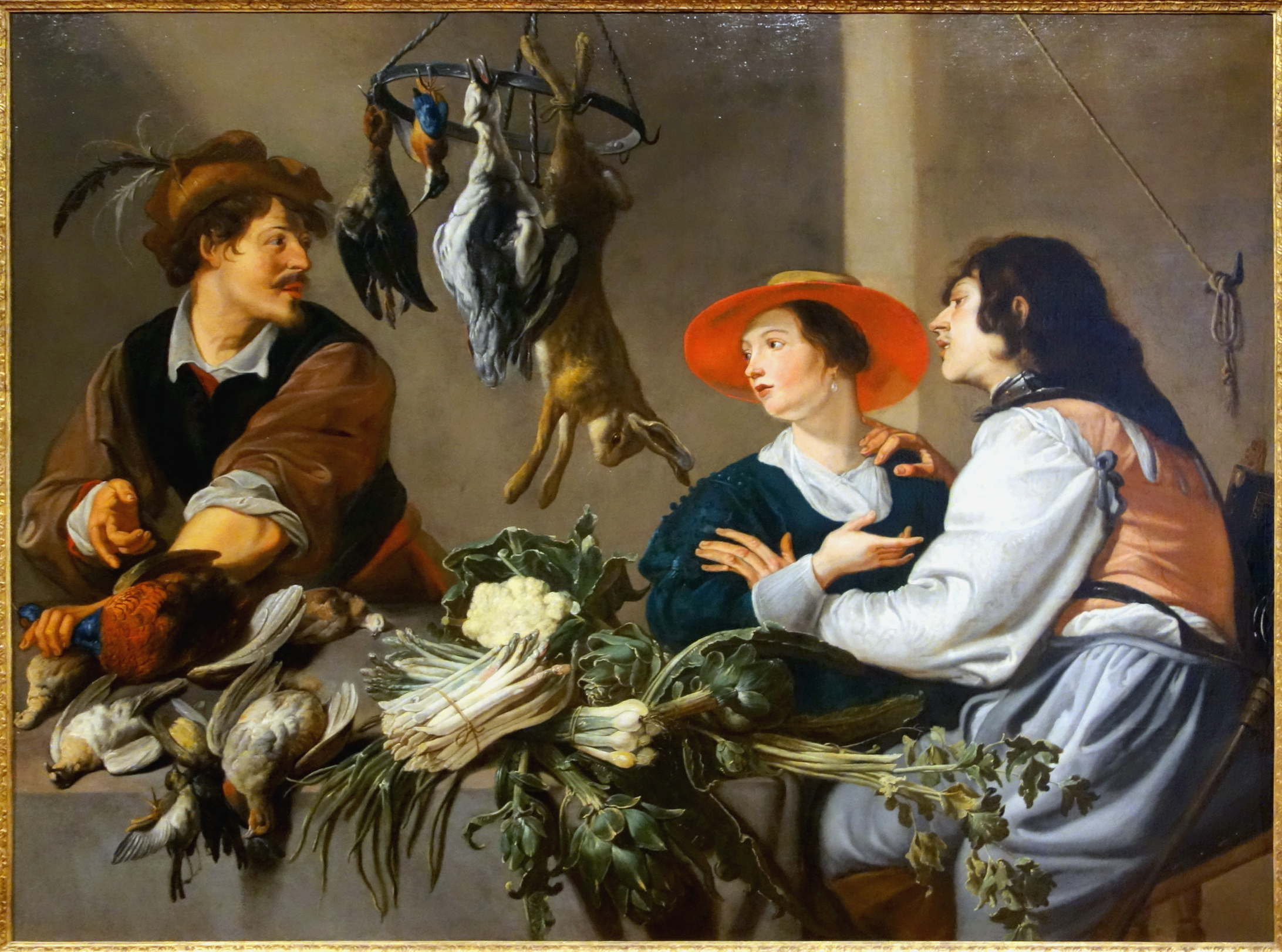
Verkopers van wild en groenten (Adriaen van Utrecht (stillevens) en Theodoor Rombouts (personages))
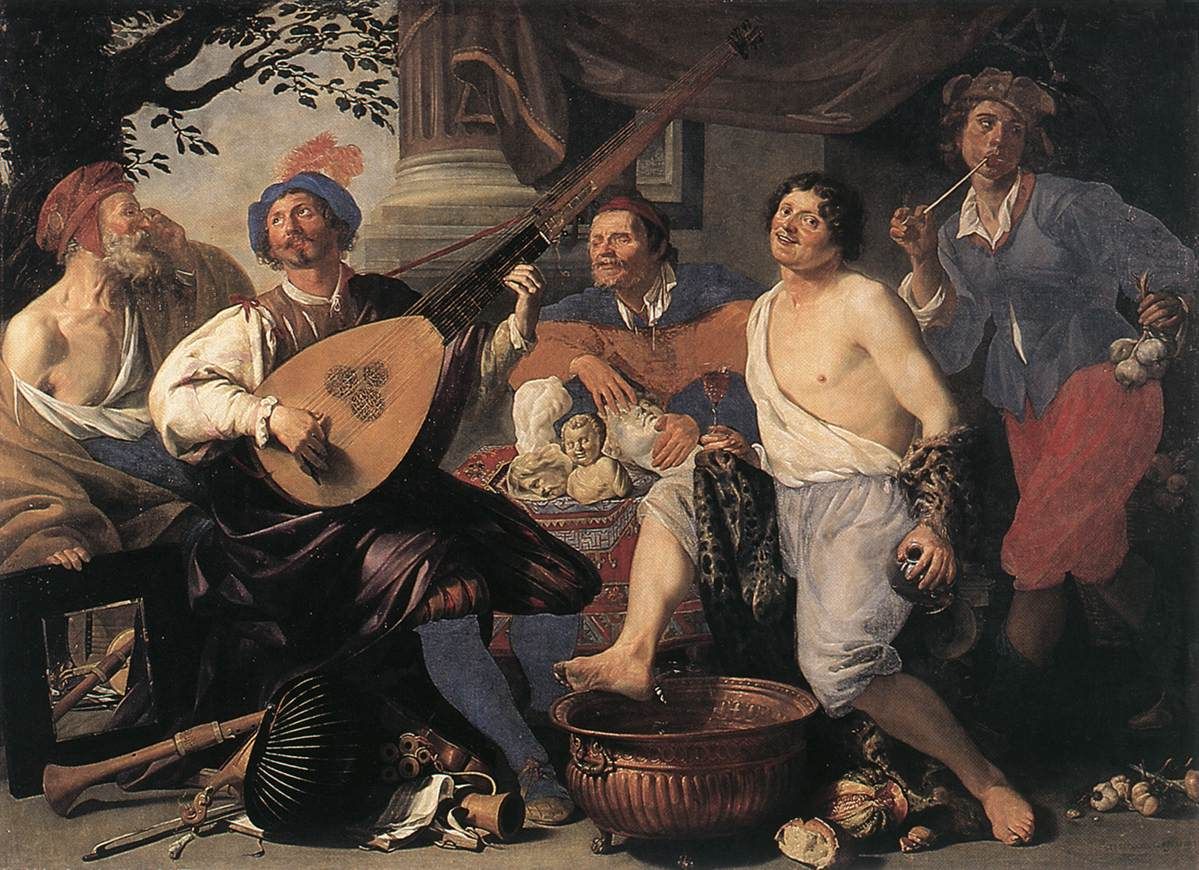
Allegorie van de vijf zintuigen

## Voetnoten
1. 1 2  Hans Vlieghe. "Rombouts, Theodoor." Grove Art Online. Oxford Art Online. Oxford University Press. Web. 10 April 2025
2. ↑  Anna Orlando, Schede in Lights and Shadows. Caravaggism in Europe, catalogo della mostra, Cesare Lampronti Gallery, London, 2015, pp. 76–77
3. 1 2 3  Frans Jozef Peter Van den Branden, Geschiedenis der Antwerpsche schilderschool, Antwerpen, 1883, p. 885–889
4. 1 2 3  Biografische gegevens bij het RKD-Nederlands Instituut voor Kunstgeschiedenis
5. ↑  Theodore Rombouts, Card Players op de webpagina van Otto Naumann Ltd.
6. ↑  Theodoor Rombouts at the Kremer Collection
7. ↑  Theodoor Rombouts, A Young Soldier op de site van Adam Williams Fine Art
8. 1 2 3  Matthias Depoorter, Theodoor Rombouts op de site van de Vlaamse Kunstcollectie
9. ↑  Ph. Rombouts en Th. van Lerius (ed.), De liggeren en andere historische archieven der Antwerpsche sint Lucasgilde van 1453–1615, Antwerpen, 1872–1876, p. 450

- Biblioteca Nacional de España: XX1410150
- Bibliothèque nationale de France: cb149284868 (data)
- Biografisch Portaal: 08826633
- Gemeinsame Normdatei: 128979968
- International Standard Name Identifier: 0000 0000 6634 5627
- Library of Congress Control Number: no2023042744
- Nederlandse Thesaurus van Auteursnamen: 387654011
- RKD-Nederlands Instituut voor Kunstgeschiedenis: 67881
- SNAC: w6gq8tnw
- Museum of New Zealand Te Papa Tongarewa: 32113
- Union List of Artist Names: 500006497
- Virtual International Authority File: 35522898
- WorldCat: E39PBJk8XPJKhCTJdGCMRW8wG3